# Dichromia lipara
Dichromia lipara là một loài bướm đêm trong họ Erebidae.